# Francesco Invrea
Il Serenissimo Francesco Invrea (Genova, 1641 – Genova, 1723) fu il 132º doge della Repubblica di Genova e re di Corsica.

## Biografia

Stemma nobiliare degli Invrea

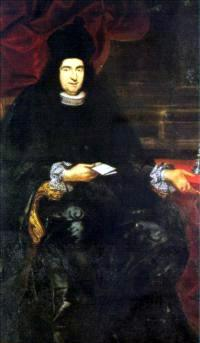
Dipinto del nobile

Figlio di Antoniotto Invrea (doge nel biennio 1661-1663), nacque a Genova intorno al 1641.
Dall'età di 25 anni legò il suo nome all'impegno istituzionale per la Repubblica di Genova assumendo incarichi nei vari uffici dello stato. Senatore della Repubblica nel 1681, Francesco Invrea divenne procuratore della Repubblica negli anni che videro il territorio genovese contro la Francia di Luigi XIV a cui seguì, nel maggio del 1684, il pesante bombardamento navale da parte della flotta francese lungo la costa di Genova. E dopo l'evento bellico fu incaricato, assieme al Magnifico Giuseppe Della Rovere, a presiedere i lavori di rifacimento e di riparazione del palazzo Ducale.
Poco più che cinquantenne, il 9 settembre 1691, Francesco Invrea fu eletto dai membri del Gran Consiglio nuovo doge della Repubblica: l'ottantasettesimo in successione biennale e il centotrentaduesimo nella storia repubblicana. In qualità di doge fu investito anche della correlata carica biennale di re di Corsica.
Il suo dogato fu caratterizzato internamente dalla normale attività amministrativa e, per contro, fu nella politica estera che il doge Invrea dovette destreggiarsi tra contrasti e problemi, soprattutto in chiave economica. Pretese finanziarie furono infatti avanzate dalla Spagna nei territori a lei assoggettati come il Marchesato di Finale o nel Milanese dove insistevano alcune proprietà feudali di nobili genovesi; caso avverso fu invece la minaccia di confisca di beni del genovese ospedale di Pammatone in terra spagnola. Altri conti furono chiesti al governo di Genova dal Sacro Romano Impero per i feudi imperiali di Liguria. In ultimo, un nuovo allarme nel ponente ligure per un tentativo di conquista perpetrato dal Ducato di Savoia nei territori intorno a Balestrino.
Durante il mandato di Francesco Invrea, inoltre, morì nel giugno o luglio 1694 l'arcivescovo di Genova Giulio Vincenzo Gentile che, rispetto al suo predecessore Giambattista Spinola, diede vita nel suo episcopato ad una più proficua "collaborazione religiosa" con la Repubblica di Genova rispettandone la sua richiesta e giusta "indipendenza". Il doge, il collegio dei senatori e il popolo accolse nel settembre il nuovo arcivescovo Giambattista Spinola (nipote dello zio omonimo Spinola, detto "il vecchio").
Terminato il biennio il 9 settembre 1695 lasciò la sua residenza di palazzo Ducale per ritirarsi a vita privata. Fu nominato procuratore perpetuo dall'organo dei supremi sindacatori.
Morì a Genova nel corso del 1723 e fu sepolto nella basilica della Santissima Annunziata del Vastato.